# Jamajka na Zimowych Igrzyskach Olimpijskich 2018
Jamajka na Zimowych Igrzyskach Olimpijskich 2018 – występ kadry sportowców reprezentujących Jamajkę na igrzyskach olimpijskich w Pjongczangu w 2018 roku.
W kadrze znalazło się troje zawodników – dwie kobiety i jeden mężczyzna. Reprezentanci Jamajki wystąpili w dwóch dyscyplinach sportowych – bobslejach i skeletonie.
Chorążym reprezentacji Jamajki podczas ceremonii otwarcia igrzysk była Jazmine Fenlator, a podczas ceremonii zamknięcia – Carrie Russell. Reprezentacja weszła na stadion jako 63. w kolejności, pomiędzy ekipami z Japonii i Gruzji.
Był to 8. start reprezentacji Jamajki na zimowych igrzyskach olimpijskich i 25. start olimpijski, wliczając w to letnie występy.

## Skład reprezentacji

### Bobsleje
| Konkurencja   | Zawodnicy                       | Ślizg 1 | Ślizg 1 | Ślizg 2 | Ślizg 2 | Ślizg 3 | Ślizg 3 | Ślizg 4 | Ślizg 4 | Czas łączny | Miejsce |
| Konkurencja   | Zawodnicy                       | Czas    | Miejsce | Czas    | Miejsce | Czas    | Miejsce | Czas    | Miejsce | Czas łączny | Miejsce |
| ------------- | ------------------------------- | ------- | ------- | ------- | ------- | ------- | ------- | ------- | ------- | ----------- | ------- |
| Dwójki kobiet | Jazmine Fenlator Carrie Russell | 51,29   | 17.     | 51,50   | 19.     | 51,83   | 19.     | 51,32   | 13.     | 3:25,94     | 19.     |

### Skeleton
| Konkurencja    | Zawodnik       | Ślizg 1 | Ślizg 1 | Ślizg 2 | Ślizg 2 | Ślizg 3 | Ślizg 3 | Ślizg 4 | Ślizg 4 | Czas łączny | Miejsce |
| Konkurencja    | Zawodnik       | Czas    | Miejsce | Czas    | Miejsce | Czas    | Miejsce | Czas    | Miejsce | Czas łączny | Miejsce |
| -------------- | -------------- | ------- | ------- | ------- | ------- | ------- | ------- | ------- | ------- | ----------- | ------- |
| Ślizg mężczyzn | Anthony Watson | 53,13   | 29.     | 54,04   | 29.     | 53,35   | 29.     | NQ      | NQ      | 2:40,52     | 29.     |